# 让·布安
让·布安（法語：Jean Bouin，1888年12月21日—1914年9月29日），法国男子田径运动员。他曾代表法国参加1908年和1912年夏季奥林匹克运动会田径比赛，其中1912年奥运会获得一枚银牌。